# Upucerthia saturatior
Upucerthia saturatior (лат.) — вид воробьиных птиц из семейства печниковых. Считался подвидом Upucerthia dumetaria, но в 2009 году ему был возвращён статус отдельного вида. Распространены в Аргентине и Чили. Живут в лесах, на высотах от 250 до 1800 м над уровнем моря. Селиться стараются у водоёмов. Считается, что зимой птицы совершают определённые миграции, при этом некоторые особи, возможно, пересекают Анды.
МСОП присвоил виду охранный статус LC.

## Описание
Длина тела 20—22 см. Самцы гораздо темнее, чем самцы U. dumetaria.